# Dzoyolá
Dzoyolá es una población del estado de Yucatán, México, localizada en el municipio de Kanasín.

## Toponimia
Su nombre proviene del idioma maya.

## Sitios de interés
Una hacienda en proceso de restauración la cual contara con 25 villas lujosas a su alrededor estas serán parte de Trobbu.

## Demografía
Según el censo de 2000, la población de la localidad era de 9 habitantes, de los cuales 5 eran hombres y 4 eran mujeres. Hoy día, la localidad está conurbada con Kanasín.
| 0                           | 9 | 0 |
| (Fuente: INEGI [Consultar]) |   |   |

## Galería

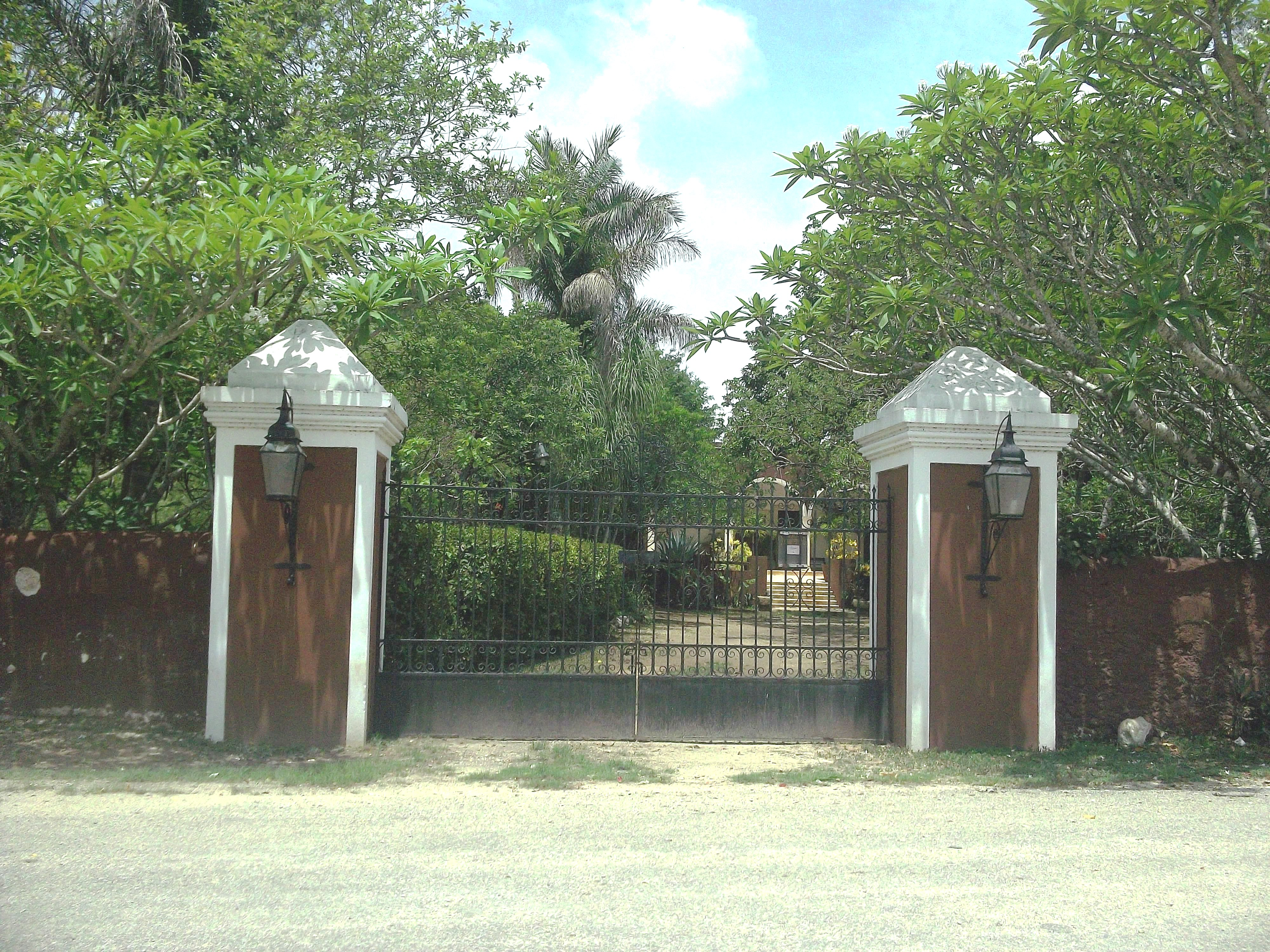
Entrada(antes de restauración).
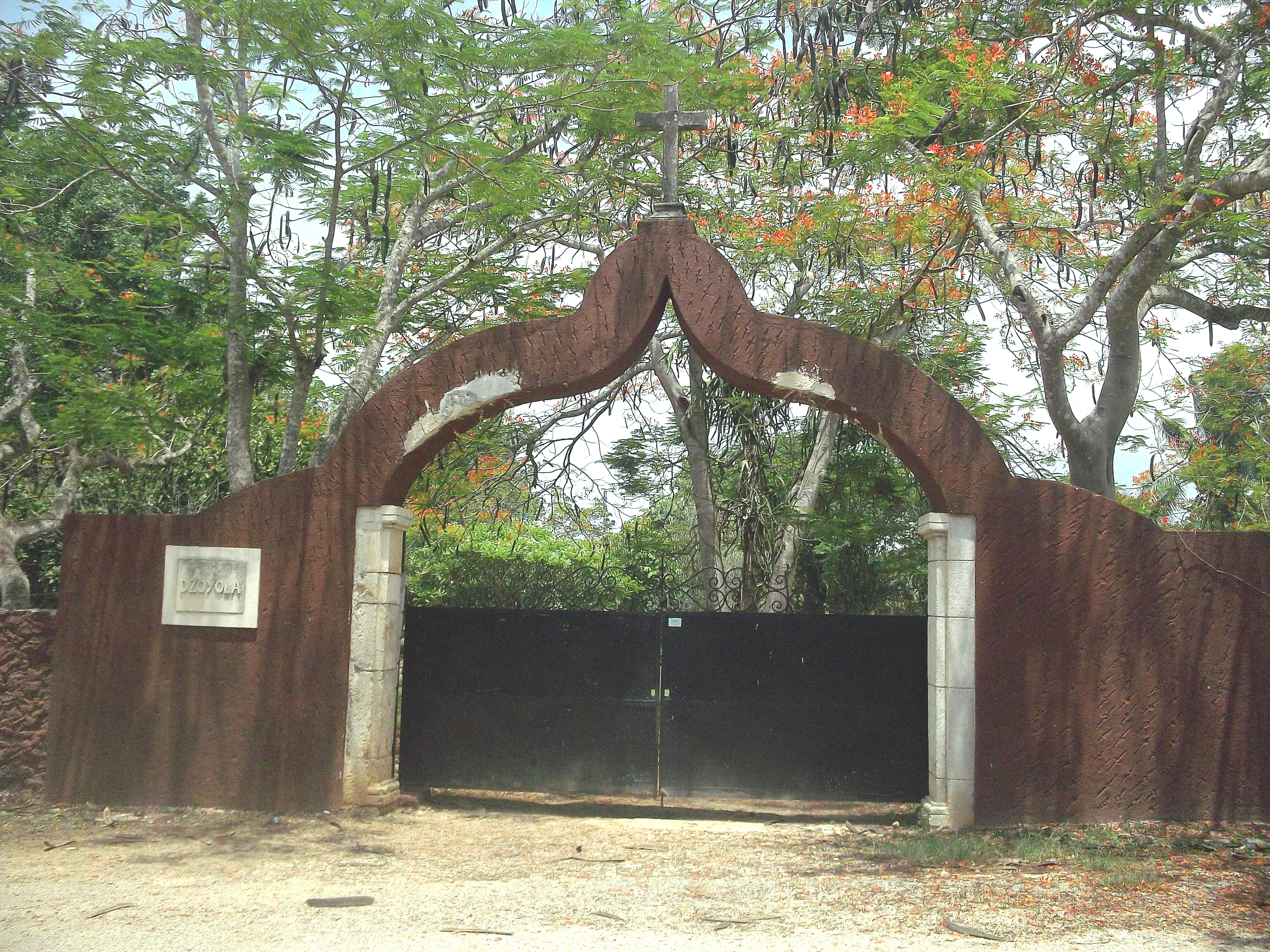
Arco(antes de restauración).
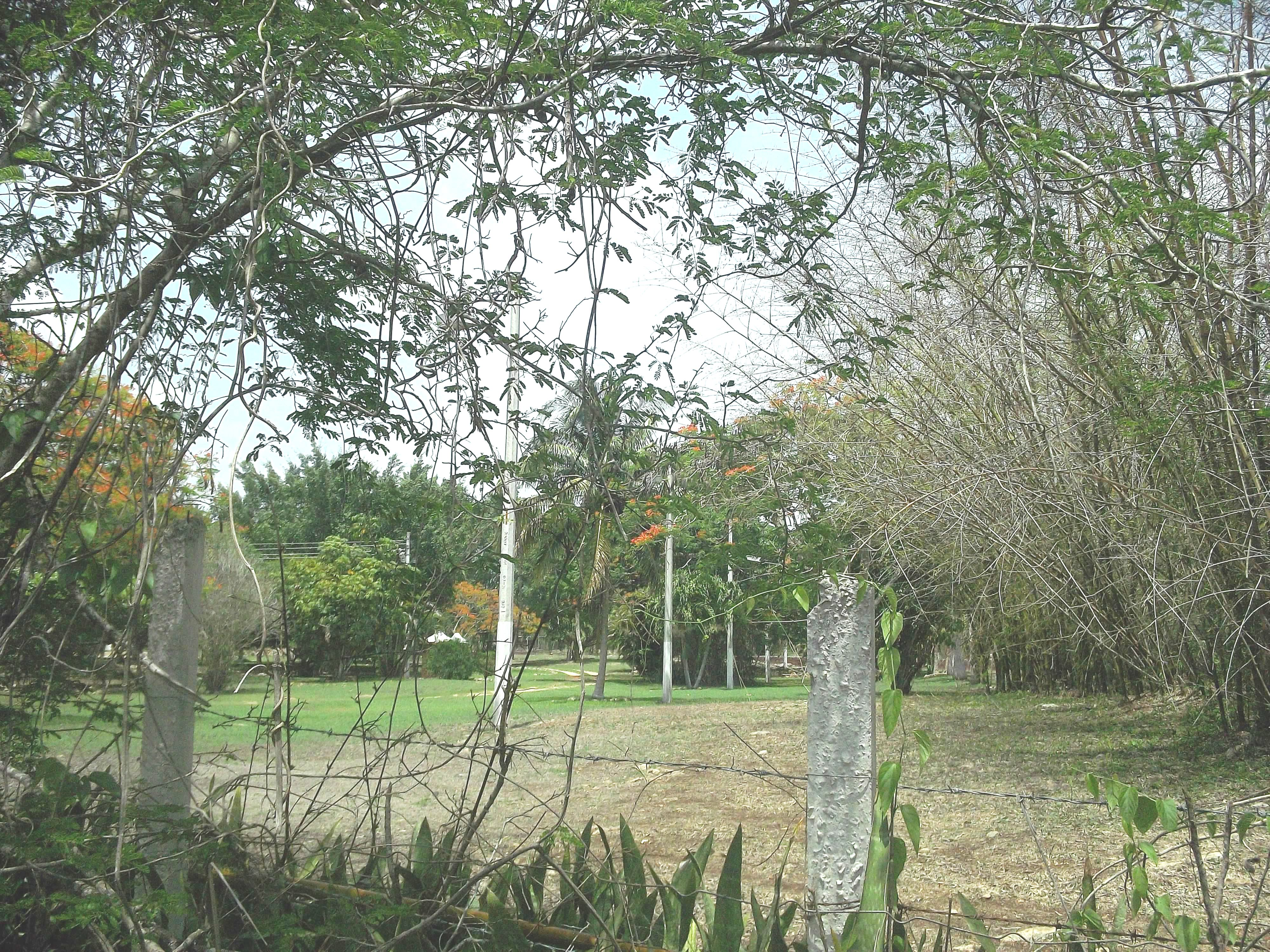
Vista(antes de restauración).
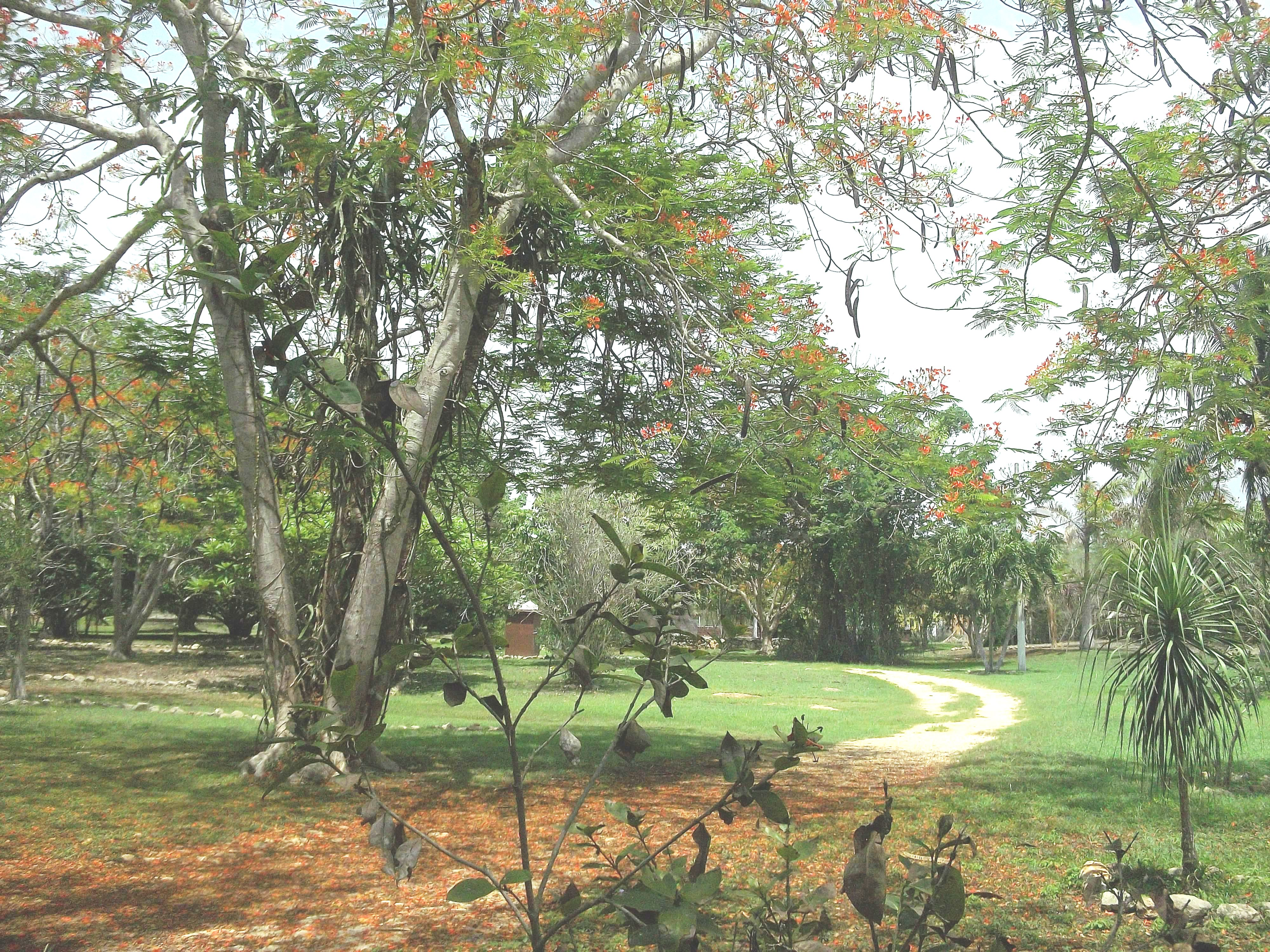
Vista(antes de restauración).